# Mark IV (Panzer)

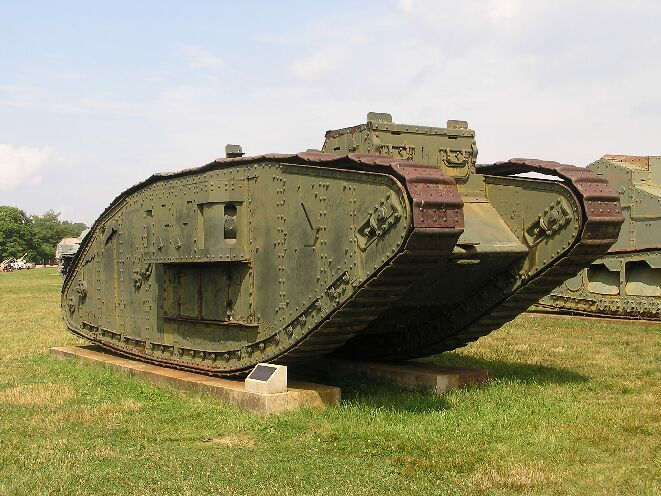
Mark IV ohne Waffen

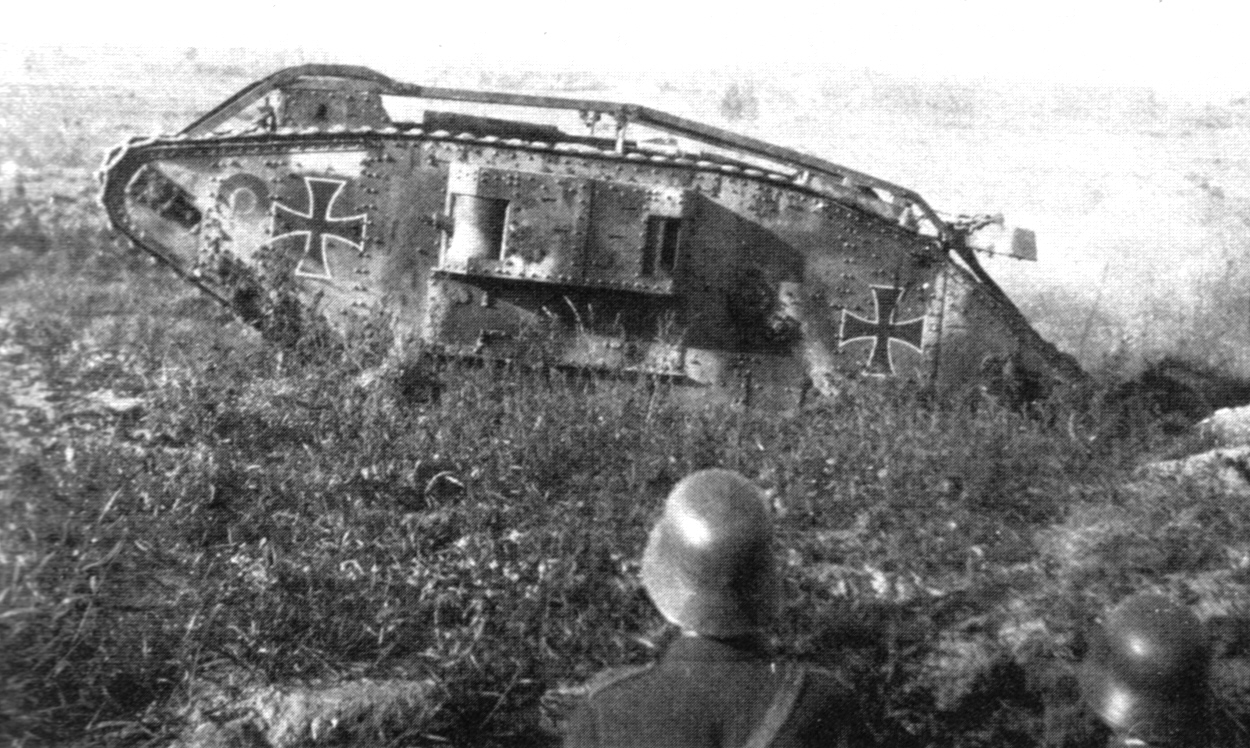
Mark IV als deutscher Beutepanzer

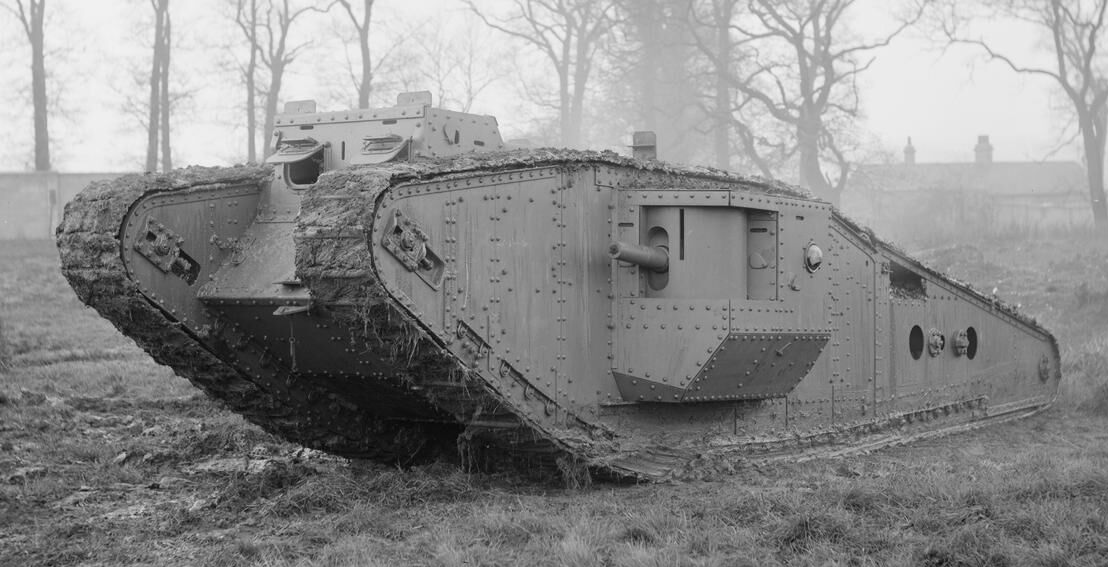
Britischer Mark IV mit Kaulquappen-Heck

Der britische Panzer Mark IV war der Nachfolger der Typen Mark I, Mark II und Mark III. Der Mark IV kam im Ersten Weltkrieg in zwei Versionen zum Einsatz: Die Version Male („männlich“) war mit Kanonen bestückt, die Version Female („weiblich“) mit Maschinengewehren.

## Geschichte
Der Bau des Mark IV begann im Mai 1917. Dieser Typ war eine umfassend überarbeitete Version seines Vorgängers und besaß eine Panzerung von maximal 14 mm statt der 12 mm starken des Mark III. Außerdem konnte der Mark IV eine verbesserte Treibstoffzuführung sowie kleinere einziehbare Ausleger vorweisen.
1220 Exemplare wurden gebaut: 420 Males, 595 Females und 205 unbewaffnete Tank Tenders (Schlepper). Der Mark IV war damit der meistgebaute britische Panzer des Ersten Weltkrieges.
Bei der Schlacht von Cambrai im November des Jahres 1917 kamen 476 Panzer dieses Typs zum Einsatz. Ab Juli 1918 folgte der Panzer Mark V, der den Mark IV jedoch nie ganz ersetzen konnte.

## Technische Daten
Die Daten der female-Version stehen in Klammern.
- Gewicht: 28 t (27 t)
- Länge: 8,05 m
- Breite: 4,11 m (3,20 m)
- Höhe: 2,46 m
- Frontpanzerung: 14 mm
- Motor: Daimler-Sechszylinder-Benzinmotor mit 105 PS
- Tankvolumen: 318 Liter (70 britische Gallonen)
- Höchstgeschwindigkeit: 6 km/h
- Reichweite: 56 km
- Steigfähigkeit: 35°
- Kletterfähigkeit: 1,20 m
- Bewaffnung (Male)
  - zwei 6-Pfünder-Kanonen
  - drei MG Lewis (eines vorn, je eines seitlich)
- Bewaffnung (Female)
  - fünf MG Lewis (eines vorn, jeweils zwei seitlich)
- Besatzung: 8 Mann
- Hersteller: William Foster & Co., Lincoln (Lincolnshire); Metropolitan Amalgamated Railway Carriage and Wagon Company Ltd., Birmingham

## Verbleib
Nur sechs Mark IV sind heute noch erhalten:
- Ein Mark IV Female, F4 Flirt II, steht im Museum of Lincolnshire Life, Lincoln. Ganz in der Nähe wurden von William Foster & Co. die ersten Panzer gebaut.
- Ein Mark IV Male steht im Tank Museum, Bovington.
- Ein Mark IV Female steht in Ashford (Kent). Dies ist einer von vielen Panzern, die in Großbritannien nach dem Krieg in den Städten ausgestellt wurden. Die meisten wurden allerdings in den 1920er- und 1930er-Jahren verschrottet.
- Ein Mark IV Male, Lodestar III, steht in Originalanstrich im Musée Royal de l’Armée in Brüssel.
- Ein Mark IV Female steht in der ANZAC-Halle des Australian War Memorial.
- Ein Mark IV Female, D51 Deborah, wurde 1999 bei Flesquières in Frankreich ausgegraben. Er war während der Schlacht von Cambrai aufgegeben und beim Auffüllen eines Granattrichters zugeschüttet worden.